# Tongdian
O Tongdian (em chinês: 通典, Wade–Giles: T'ung-tien, lit. ‘Instituições Abrangentes’) é um texto chinês de história e enciclopédia institucional. Embora abranja uma variedade de assuntos de tempos antigos até o ano 756, um quarto do livro é dedicado à dinastia Tang. O texto foi escrito pelo {{ilc|Chanceler da dinastia Tang|nex=chanceler da dinastia Tang]] Du You [en] entre 766 e 801, abrangendo os reinados dos imperadores Tang Daizong e Tang Dezong. É composto por 200 volumes e contém cerca de 1,7 milhão de palavras. Por vezes é considerado o texto contemporâneo mais representativo da dinastia Tang.
Du You ficou impressionado com o Zhengdian, uma obra de 35 volumes escrita por Liu Zhi [en] durante o reinado do imperador Tang Xuanzong, que é um compêndio de filosofias, rituais e princípios de governança. No entanto, Du considera o Zhengdian incompleto e decide expandir os temas abordados no livro, adicionando escritos sobre rituais, música e registros existentes, até o reinado do imperador Xuanzong, em uma obra de 200 volumes. Para alcançar seu objetivo, Du You incorpora em seu livro elementos de várias fontes, incluindo um livro escrito por seu sobrinho Du Huan, que foi capturado em 751, durante a famosa batalha de Talas entre os Tang e os abássidas, e que só retornou à China dez anos depois.
Em 801, enquanto ainda estava em Huainan, ele enviou a obra para Chang'an, a capital dos Tang, por seus subordinados, para apresentá-la ao imperador Tang Dezong. Este último emitiu um édito elogiando grandemente o trabalho. A obra tornou-se popular e também uma fonte crucial de informações sobre rituais, música, direito penal e governança para as pessoas da época. Diz-se que era tão detalhado que o conhecimento dos últimos mil anos tornava-se facilmente acessível. Posteriormente, o Tongdian tornou-se um modelo para as obras dos letrados Zheng Qiao e Ma Duanlin, que viveram séculos depois.
Robert G. Hoyland relata que a primeira versão do Tongdian era uma "história das instituições humanas desde os tempos mais antigos até o reinado do imperador Tang Xuanzong", e que foi revisada ao longo da escrita do livro. Incorpora partes do Zhengdian de Liu Zhi e do Grande Regulamento Tang dos Rituais da era Kaiyuan, compilado em 732 por Xiao Song e outros autores. Embora o Tongdian nunca tenha sido incluído no cânone das Vinte e Quatro Histórias, é amplamente citado em vários livros, nomeadamente pelo Antigo Livro de Tang.

## Conteúdo
| 1. 貨 典 Alimentos e produtos básicos 2. 選舉 典 Exame e avanço 3. 典 Postos no governo |  | 1. 典 Ritos 2. 樂 典 Música 3. 兵 典 Militar |  | 1. 典 Direito penal 2. 州郡 典 Administração local 3. 典 Defesa das fronteiras |